# Guatteria ayangannae
Guatteria ayangannae este o specie de plante angiosperme din genul Guatteria, familia Annonaceae, descrisă de Scharf și Paulus Johannes Maria Maas. Conform Catalogue of Life specia Guatteria ayangannae nu are subspecii cunoscute.